# Nubisk spætte
Nubisk spætte (Campethera nubica) er en spætteart, der lever i det østlige Afrika.